# Меріуш
Меріуш (рум. Măriuș) — село у повіті Сату-Маре в Румунії. Входить до складу комуни Валя-Вінулуй.
Село розташоване на відстані 423 км на північний захід від Бухареста, 26 км на південний схід від Сату-Маре, 103 км на північ від Клуж-Напоки.

## Населення
За даними перепису населення 2002 року у селі проживали 310 осіб, з них 309 осіб (99,7%) румунів. Рідною мовою 309 осіб (99,7%) назвали румунську.